# پراگریو
پراگریو (انگلیسی: PragerU)، کوتاه شده پراگر یونیورسیتی (انگلیسی: Prager University؛ دانشگاه پراگر)، یک سازمان غیرانتفاعی آمریکایی است که ویدئوهایی را با موضوعات مختلف سیاسی، اقتصادی و فلسفی از منظر محافظه کاران یا راست‌گرایان ایجاد می‌کند. ویدئوها در یوتیوب ارسال می‌شوند و معمولاً دارای گویندگانی هستند که حدوداً پنج دقیقه سخنرانی می‌کنند.
پراگریو یک دانشگاه یا یک نهاد دانشگاهی نیست. این سازمان کلاس برگزار نمی‌کند، هیچ گواهینامه یا دیپلمی اعطا نمی‌کند و هیچ نهاد شناخته شده‌ای اعتبار آن را تأیید نکرده‌است.